# Trofeo Mundial de Rugby Juvenil 2016
El Trofeo Mundial de Rugby Juvenil 2016 fue la novena edición del torneo que organiza la World Rugby.
El torneo se llevó a cabo por primera vez en Zimbabue y segunda en África. Compitieron además del equipo local, Samoa por ser descendido del Mundial A del Italia 2015 y los campeones de cada una de las 6 asociaciones regionales. Los partidos por los grupos se celebraron en el campo de Harare Sports Club y los encuentros finales en el National Sports Stadium.
Samoa se coronó campeón por segunda vez y volverá a la categoría máxima el año siguiente, España quien fuera el único equipo debutante se quedó con el segundo puesto.

## Equipos participantes
| - Selección juvenil de rugby de Fiyi (Baby Flying Fijians) - Selección juvenil de rugby de Samoa - Selección juvenil de rugby de Uruguay (Teros M20) - Selección juvenil de rugby de Zimbabue (Young Sables) | - Selección juvenil de rugby de España - Selección juvenil de rugby de Estados Unidos (Junior All-Americans) - Selección juvenil de rugby de Namibia (Young Welwitschias) - Selección juvenil de rugby de Hong Kong (Dragons) |

## Grupo A

### Posiciones
| Pos. | Equipo   | Encuentros | Encuentros | Encuentros | Encuentros | Tantos  | Tantos    | Tantos     | Puntos Bonus | Puntos Totales |
| Pos. | Equipo   | jugados    | ganados    | empatados  | perdidos   | a favor | en contra | diferencia | Puntos Bonus | Puntos Totales |
| ---- | -------- | ---------- | ---------- | ---------- | ---------- | ------- | --------- | ---------- | ------------ | -------------- |
| 1    | Samoa    | 3          | 3          | 0          | 0          | 142     | 54        | + 88       | 3            | 15             |
| 2    | Fiyi     | 3          | 2          | 0          | 1          | 88      | 88        | 0          | 2            | 10             |
| 3    | Uruguay  | 3          | 1          | 0          | 2          | 106     | 116       | - 10       | 3            | 7              |
| 4    | Zimbabue | 3          | 0          | 0          | 3          | 68      | 146       | - 78       | 0            | 0              |

Nota: Se otorgan 4 puntos al equipo que gane un partido y 2 al que empate
Puntos Bonus: 1 punto por convertir 4 tries o más en un partido y 1 al equipo que pierda por no más de 7 tantos de diferencia
|  | Juega por el 1º puesto |

|  | Juega por el 3º puesto |

|  | Juega por el 5º puesto |

|  | Juega por el 7º puesto |

### Resultados

#### Primera fecha
| 19 de abril 14:00 | Uruguay | 34 - 38 | Fiyi | Harare Sports Club, Harare |  |
|                   |         | Reporte |      |                            |  |

| 19 de abril 16:00 | Samoa | 54 - 24 | Zimbabue | Harare Sports Club, Harare |  |
|                   |       | Reporte |          |                            |  |

#### Segunda fecha
| 23 de abril 10:00 | Samoa | 32 - 8  | Fiyi | Harare Sports Club, Harare |  |
|                   |       | Reporte |      |                            |  |

| 23 de abril 12:00 | Uruguay | 50 - 22 | Zimbabue | Harare Sports Club, Harare |  |
|                   |         | Reporte |          |                            |  |

#### Tercera fecha
| 27 de abril 12:00 | Fiyi | 42 - 22 | Zimbabue | Harare Sports Club, Harare |  |
|                   |      | Reporte |          |                            |  |

| 27 de abril 14:00 | Samoa | 56 - 22 | Uruguay | Harare Sports Club, Harare |  |
|                   |       | Reporte |         |                            |  |

## Grupo B

### Posiciones
| Pos. | Equipo         | Encuentros | Encuentros | Encuentros | Encuentros | Tantos  | Tantos    | Tantos     | Puntos Bonus | Puntos Totales |
| Pos. | Equipo         | jugados    | ganados    | empatados  | perdidos   | a favor | en contra | diferencia | Puntos Bonus | Puntos Totales |
| ---- | -------------- | ---------- | ---------- | ---------- | ---------- | ------- | --------- | ---------- | ------------ | -------------- |
| 1    | España         | 3          | 3          | 0          | 0          | 102     | 46        | + 56       | 2            | 14             |
| 2    | Namibia        | 3          | 2          | 0          | 1          | 138     | 92        | + 46       | 2            | 10             |
| 3    | Estados Unidos | 3          | 1          | 0          | 2          | 92      | 76        | + 16       | 4            | 8              |
| 4    | Hong Kong      | 3          | 0          | 0          | 3          | 28      | 146       | - 118      | 0            | 0              |

Nota: Se otorgan 4 puntos al equipo que gane un partido y 2 al que empate
Puntos Bonus: 1 punto por convertir 4 tries o más en un partido y 1 al equipo que pierda por no más de 7 tantos de diferencia
|  | Juega por el 1º puesto |

|  | Juega por el 3º puesto |

|  | Juega por el 5º puesto |

|  | Juega por el 7º puesto |

### Resultados

#### Primera fecha
| 19 de abril 10:00 | Estados Unidos | 44 - 46 | Namibia | Harare Sports Club, Harare |  |
|                   |                | Reporte |         |                            |  |

| 19 de abril 12:00 | España | 44 - 8  | Hong Kong | Harare Sports Club, Harare |  |
|                   |        | Reporte |           |                            |  |

#### Segunda fecha
| 23 de abril 14:00 | España | 40 - 22 | Namibia | Harare Sports Club, Harare |  |
|                   |        | Reporte |         |                            |  |

| 23 de abril 16:00 | Estados Unidos | 32 - 12 | Hong Kong | Harare Sports Club, Harare |  |
|                   |                | Reporte |           |                            |  |

#### Tercera fecha
| 27 de abril 12:00 | Namibia | 70 - 8  | Hong Kong | Harare Sports Club, Harare |  |
|                   |         | Reporte |           |                            |  |

| 27 de abril 16:00 | España | 18 - 16 | Estados Unidos | Harare Sports Club, Harare |  |
|                   |        | Reporte |                |                            |  |

## Finales

### 7º puesto
| 1º de mayo 14:00 | Zimbabue | 40 - 44 | Hong Kong | National Sports Stadium, Harare |  |
|                  |          | Reporte |           |                                 |  |

### 5º puesto
| 1º de mayo 10:00 | Uruguay | 30 - 32 | Estados Unidos | National Sports Stadium, Harare |  |
|                  |         | Reporte |                |                                 |  |

### 3º puesto
| 1º de mayo 12:00 | Fiyi | 44 - 30 | Namibia | National Sports Stadium, Harare |  |
|                  |      | Reporte |         |                                 |  |

### 1º puesto
| 1º de mayo 16:00 | Samoa | 38 - 32 (t.e.) | España | National Sports Stadium, Harare |  |
|                  |       | Reporte        |        |                                 |  |

| Bandera de Samoa |
| Campeón Samoa    |
| Segundo título   |

## Posiciones finales
| Posición | Selección      |
| -------- | -------------- |
| 1        | Samoa          |
| 2        | España         |
| 3        | Fiyi           |
| 4        | Namibia        |
| 5        | Estados Unidos |
| 6        | Uruguay        |
| 7        | Hong Kong      |
| 8        | Zimbabue       |